# Davidsoniaceae
Famille
Classification APG II (2003)
Classification APG III (2009)
La famille des Davidsoniaceae est constituée de plantes dicotylédones. Selon Watson & Dallwitz elle ne comprend qu'un seul genre :
- Davidsonia

Ce sont des petits arbres de l'Australie tropicale. 
En classification phylogénétique cette famille n'existe pas, le genre est assigné aux Cunoniaceae.